# Resolution 802 des UN-Sicherheitsrates
Die Resolution 802 des UN-Sicherheitsrates ist eine Resolution, die der Sicherheitsrat der Vereinten Nationen in seiner 3163. Sitzung am 25. Januar 1993 einstimmig beschloss. Sie behandelte die Bekräftigung der bestehenden Resolutionen 713 (1991) und aller nachfolgenden einschlägigen Resolutionen die Besorgnis über Offensiven der kroatischen Armee in den Schutzgebieten der Vereinten Nationen betreffend. Sie forderte die sofortige Einstellung der Feindseligkeiten und den Abzug der kroatischen Streitkräfte aus diesen Gebieten.
Der Rat verurteilte ferner die Angriffe auf die United Nations Protection Force (UNPROFOR) und forderte, dass die von der Truppe in Lagern beschlagnahmten Waffen unverzüglich zurückgegeben werden. Er appellierte auch an alle Beteiligten und andere Betroffene, die Waffenstillstandsvereinbarungen und den Friedensplan der Vereinten Nationen strikt einzuhalten, einschließlich der Auflösung und Demobilisierung serbischer Einheiten der Territorialen Verteidigung und anderer. 
Die Resolution drückte daraufhin den Familien derjenigen, die von der UNPROFOR getötet wurden, ihr Beileid aus und forderte die Parteien in der Region auf, die Sicherheit der Truppe zu achten. Er forderte ferner, dass alle Parteien mit der Schutztruppe zusammenarbeiten und dem zivilen Verkehr die Nutzung der Übergänge bei Maslenica und in Split zu gestatten.